# Cerkóf

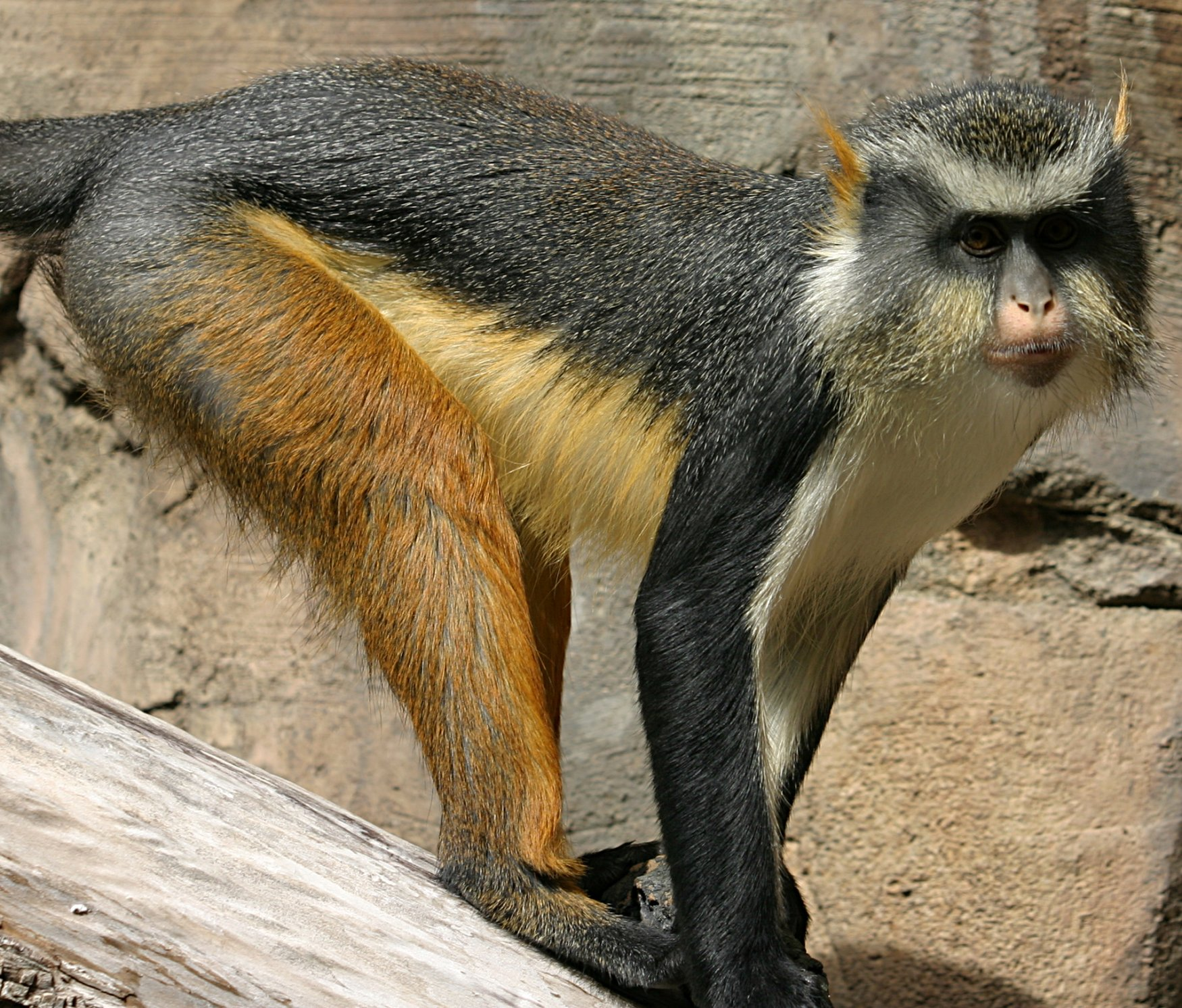
Wolf-cerkóf (Cercopithecus wolfi)

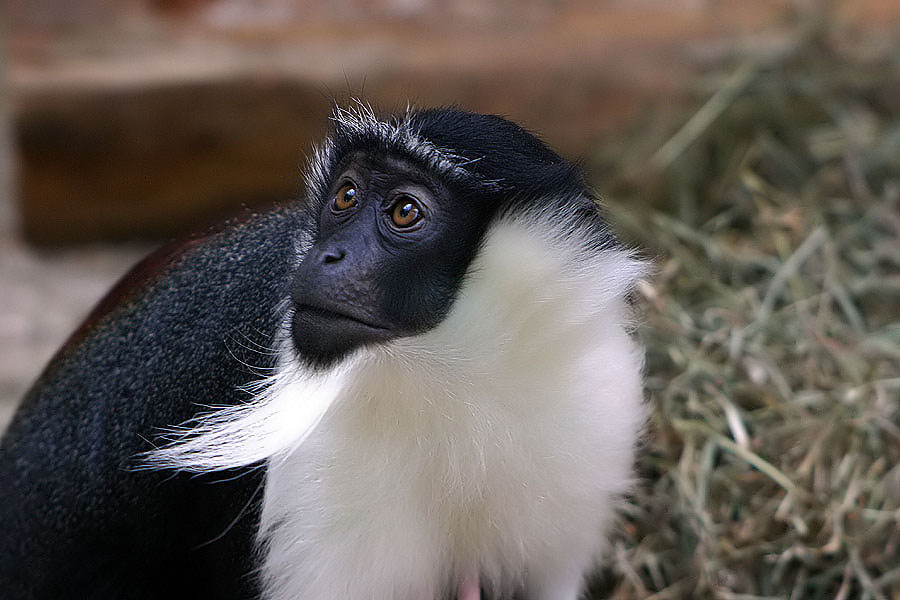
Roloway-cerkóf (Cercopithecus roloway)

A cerkóf (Cercopithecus) az emlősök (Mammalia) osztályába a főemlősök (Primates) rendjébe és a cerkóffélék (Cercopithecidae) családjába, azon belül a cerkófmajomformák (Cercopithecinae) alcsaládjába  tartozó   nem.
A nembe 26 ma élő fajt sorolunk.

## Előfordulásuk
A nembe sorolt fajok mind Afrikában élnek. Elterjedési területük Gambiától keletre Szudánig terjed, délre egészen a Dél-afrikai Köztársaság északi részéig élnek.
Erdőkben élő fajok, melyek a legkülönbözőbb erdőtípusokban, így trópusi esőerdőkben, mangroveerdőkben vagy erdős szavannákon élnek.

## Megjelenésük
Termetük kicsi vagy középnagy. Méretük 32 és 70 centiméter között változik, súlyuk 4-12 kilogramm. A hímek sokkal nagyobbak a nőstényeknél. A különbség a termetesebb fajoknál kifejezettebb, ezeknél a nőstények súlya fele-kétharmada a hímekének.
Testük karcsú, fejük kerek, farkuk hosszú. Szőrzetük színe jellemzően barnás, de a zöldes színtől egészen a feketéig terjedhet. A fajok zömének jellemző pofaszakálla és szakálla van.

## Életmódjuk
Elsősorban fán lakók, csak kisebb részben élnek a  földön. Kiváló mászók és ugrók.
Többnyire pár tucat fős (10-30 egyedből álló) csapatokban élnek, de olykor a táplálékban jól ellátott helyeken több csoport egyesüléséből akár 200 egyedből álló óriási hordák is képződhetnek. Egy-egy csapat többnyire egyetlen kifejlett hímből, több nőstényből és azok utódaiból áll. A nagyobb csapatokban élő fajoknál többhímes csapatok is előfordulhatnak. A nőstény egyedek abban a csapatban élik le életüket, ahol világra jöttek, míg a hím egyedek ivarérettségük elérése után elhagyják szülőcsoportjukat, és elvándorolnak annak területéről. Sokszor a fiatal hímek különálló hímcsoportokba tömörülnek, miközben igyekeznek egy öreg hímtől átvenni csapatát. Az idős hímek, miután egy fiatal hím elűzte őket nőstényeik mellől, egyedül élnek, de részben koruk, részben a magány miatt jobban ki vannak téve a ragadozóknak, és így egyedül nem élnek már sokáig.
A cerkófok nagyon territoriális fajok. A csapatoknak sok konfliktusok van a szomszédos csapatokkal. Több faj is társul más cerkófokkal, mangábékkal vagy kolóbuszokkal.
Kommunikációjuk során elsősorban arckifejezésekkel, foguk mutogatásával, különféle testhelyzetekkel és farkuk tartásával tartják egymás között a kapcsolatot.
A cerkófok elsősorban gyümölcsevők, de egyéb növényi részeket, így leveleket, hajtásokat, virágokat, valamint állati eredetű táplálékot (rovarokat, gyíkokat, madártojásokat) is fogyasztanak.
Természetes ellenségeik a nagy sasok (koronás sas, vitézsas), a nagy termetű óriáskígyók, a leopárd és a páviánfajok. Egyes fajokra a vadászó csimpánzok is veszélyesek lehetnek. Fő ellenségük azonban az ember.

## Szaporodásuk
Vemhességük körülbelül hét hónapig tart. A születések a száraz évszak végére esnek, így a felnövekvő fiatal állat az esős évszakban bőven talál táplálékot magának. Egyszerre általában egy utód születik. A fiatal cerkófok kétévesen válnak ivaréretté, de teljes méretüket csak négy-hatévesen érik el. Méretükhöz képest viszonylag sokáig élő állatok, a szabad természetben is elélhetnek 20 évig, a legidősebb fogságban tartott egyed 33 évig élt.

## Természetvédelmi helyzetük
Egyes területeken a cerkófok nem túl népszerűek, mert rájárnak a terményekre. Egyes betegségek, így a sárgaláz és az ebola terjesztésében is részt vesznek. Emiatt sokfelé irtják őket.
Emellett egyes területeken húscélú vadászatuk is jelentős. Ráadásul élőhelyeiket is sokfelé irtják.
A Természetvédelmi Világszövetség Vörös Listáján több fajuk is szerepel.
A kis cerkóf (Cercopithecus dryas), a Roloway-cerkóf (Cercopithecus roloway) a „kihalásssal közvetlenül veszélyeztetett” kategóriába, míg a Diána-cerkóf (Cercopithecus diana), az aranycerkóf (Cercopithecus kandti), a Sclater-cerkóf (Cercopithecus sclateri), valamint a szakállas cerkóf (Cercopithecus preussi) a „veszélyeztetett”, a vöröshasú cerkóf (Cercopithecus erythrogaster), a vörösfülű cerkóf (Cercopithecus erythrotis), a csuklyás cerkóf (Cercopithecus lhoesti), a napfarkú cerkóf (Cercopithecus solatus) és a Hamlyn-cerkóf (Cercopithecus hamlyni) pedig a „sérülékeny” kategóriába van besorolva.

## Rendszerezésük

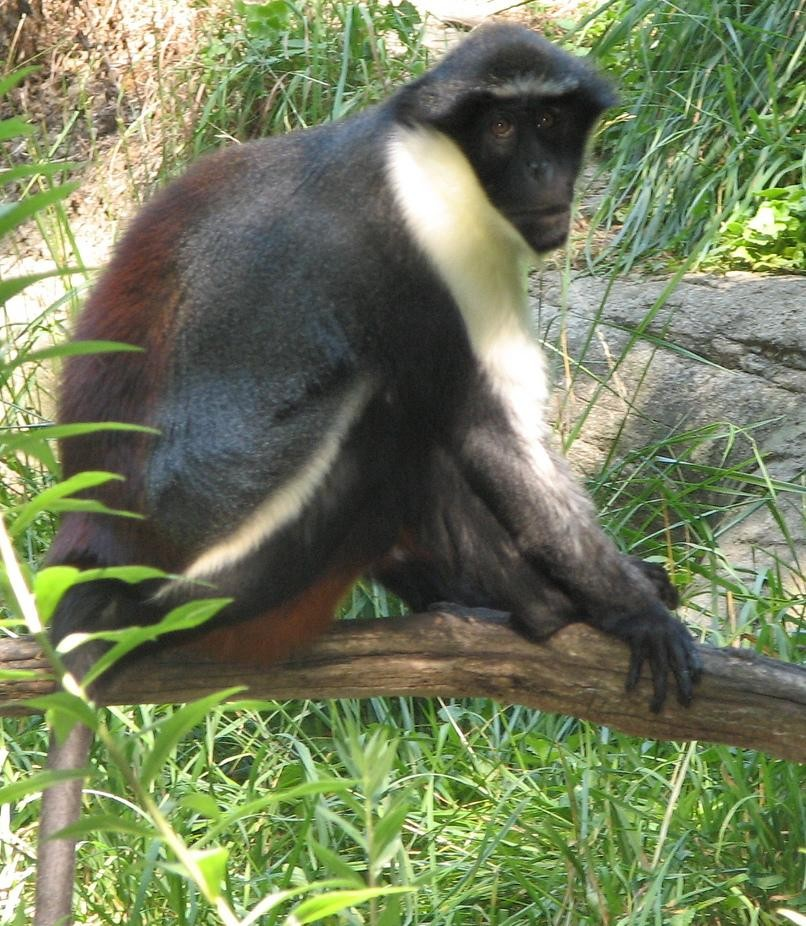
Diána-cerkóf (Cercopithecus diana)

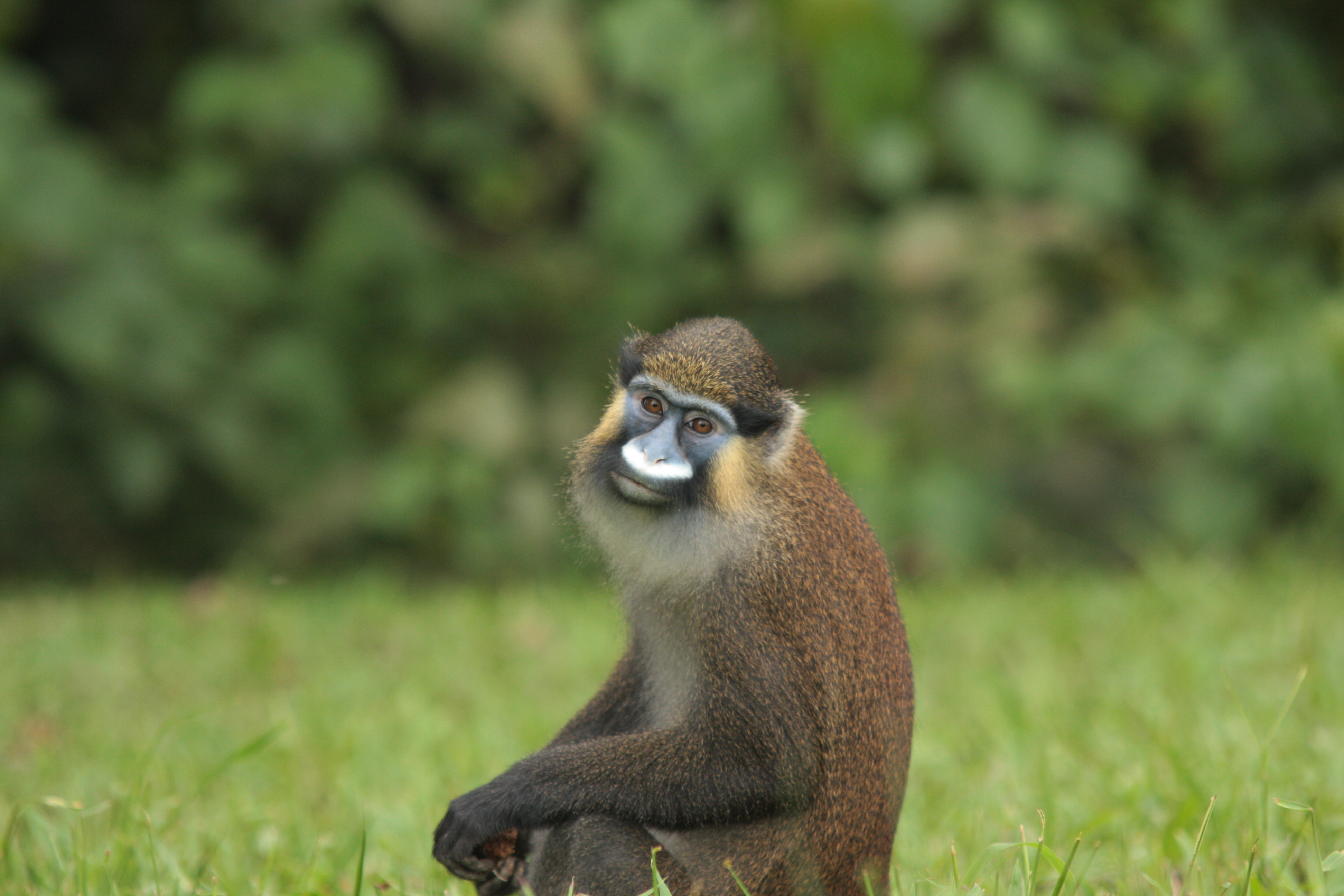
Bajszos cerkóf (Cercopithecus cephus)

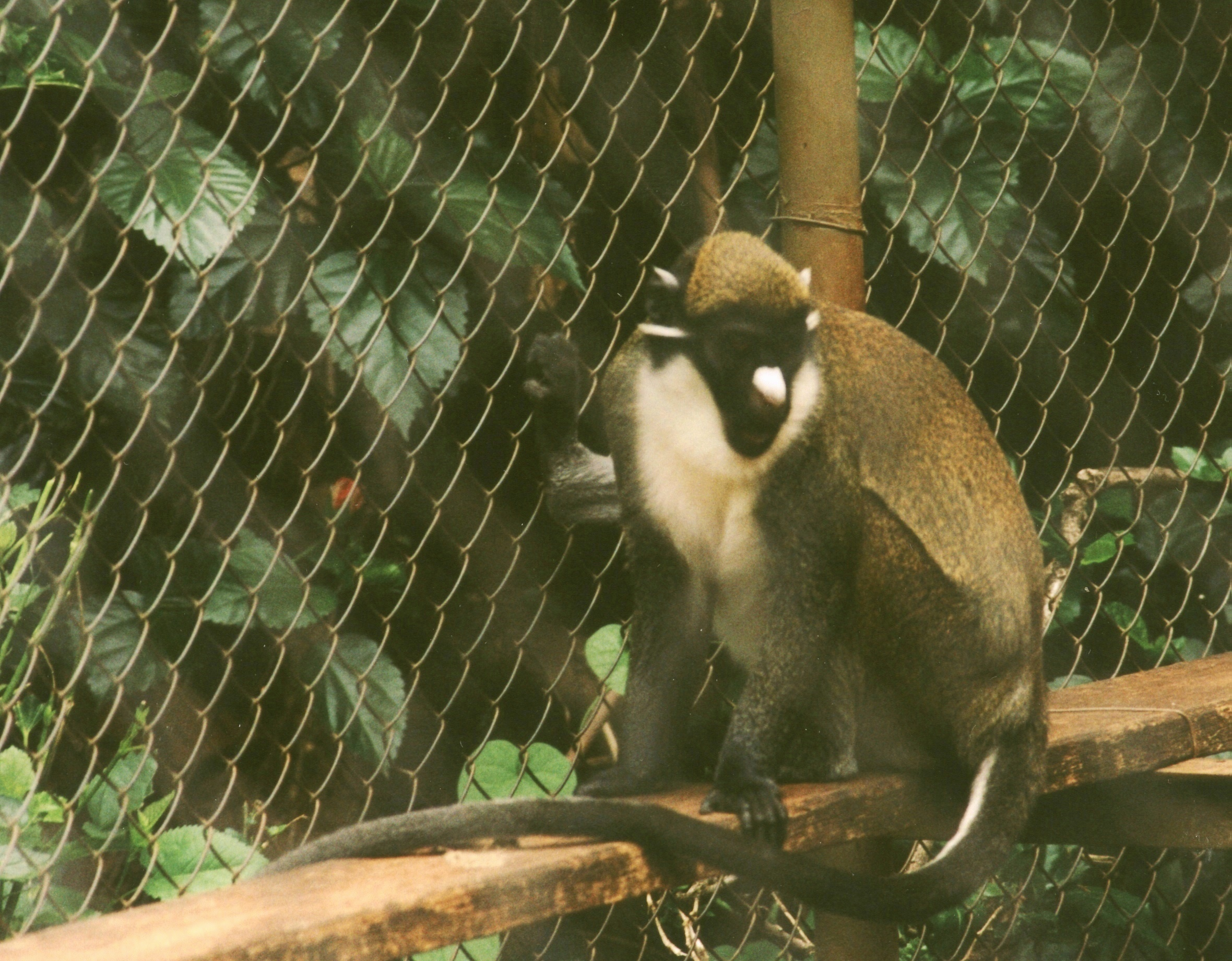
Fehérhasú cerkóf (Cercopithecus petaurista)

A nembe az alábbi 9 fajcsoport 26 faja tartozik:
- - Dryas-csoport, 1 faj
    - Kis cerkóf (Cercopithecus dryas)

  - Diana-csoport, 2 faj
    - Diána-cerkóf (Cercopithecus diana)
    - Roloway-cerkóf (Cercopithecus roloway)

  - Mitis-csoport, 5 faj
    - Fejdíszes cerkóf (Cercopithecus mitis)
    - Ezüstcerkóf (Cercopithecus doggetti)
    - Aranycerkóf (Cercopithecus kandti)
    - Fehértorkú cerkóf (Cercopithecus albogularis)
    - Fehérorrú cerkóf vagy avemba (Cercopithecus nictitans)

  - Mona-csoport, 6 faj
    - Apácacerkóf (Cercopithecus mona)
    - Cambell-cerkófmajom (Cercopithecus campbelli)
    - Lowe-cerkóf (Cercopithecus lowei)
    - Koronás cerkóf (Cercopithecus pogonias)
    - Wolf-cerkóf (Cercopithecus wolfi)
    - Dent-cerkóf (Cercopithecus denti)

  - Cephus-csoport, 6 faj
    - Fehérarcú cerkóf (Cercopithecus ascanius)
    - Bajszos cerkóf (Cercopithecus cephus)
    - Vöröshasú cerkóf (Cercopithecus erythrogaster)
    - Vörösfülű cerkóf (Cercopithecus erythrotis)
    - Sclater-cerkóf (Cercopithecus sclateri)
    - Fehérhasú cerkóf (Cercopithecus petaurista)

  - Lhoesti-csoport, 3 faj
    - Csuklyás cerkóf (Cercopithecus lhoesti)
    - Szakállas cerkóf (Cercopithecus preussi)
    - Napfarkú cerkóf (Cercopithecus solatus)

  - Hamlyni-csoport, 1 faj
    - Hamlyn-cerkóf (Cercopithecus hamlyni)

  - Neglectus-csoport, 1 faj
    - Brazza-cerkóf (Cercopithecus neglectus)

  - Lomamiensis -csoport, 1 faj
    - Lesula-cerkóf (Cercopithecus lomamiensis), csak 2007-ben fedezték fel és 2012-ben írták le hivatalosan

Közeli rokon fajaik a mocsári cerkóf (Allenopithecus nigroviridis), a Miopithecus nembe sorolt törpecerkófok, a huszármajom (Erythrocebus patas), valamint a Chlorocebus nembe sorolt fajok, köztük a szavannacerkóf (Chlorocebus aethiops). Ez utóbbiakat korábban a szintén a Cercopithecus nembe sorolták, de bizonyos koponyajellegzetességek, valamint a részleges talajlakó életmódhoz való alkalmazkodás miatt jelenleg külön nembe sorolják.

## Képek

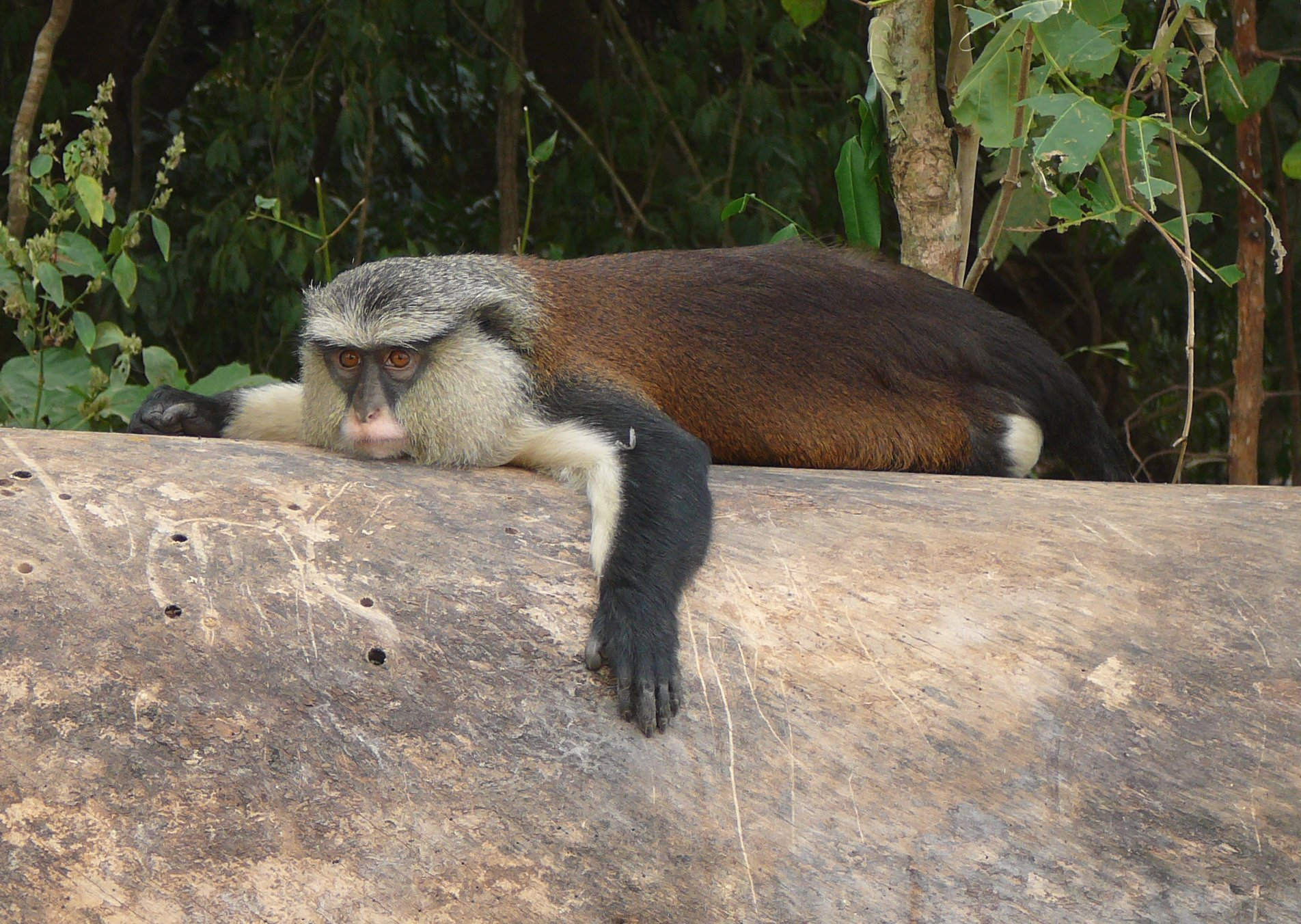
Apácacerkóf (Cercopithecus mona)
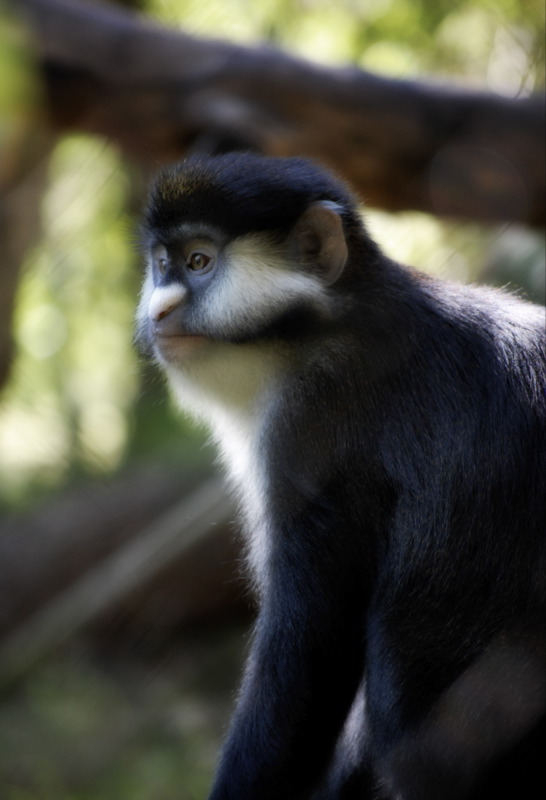
Fehérarcú cerkóf (Cercopithecus ascanius)
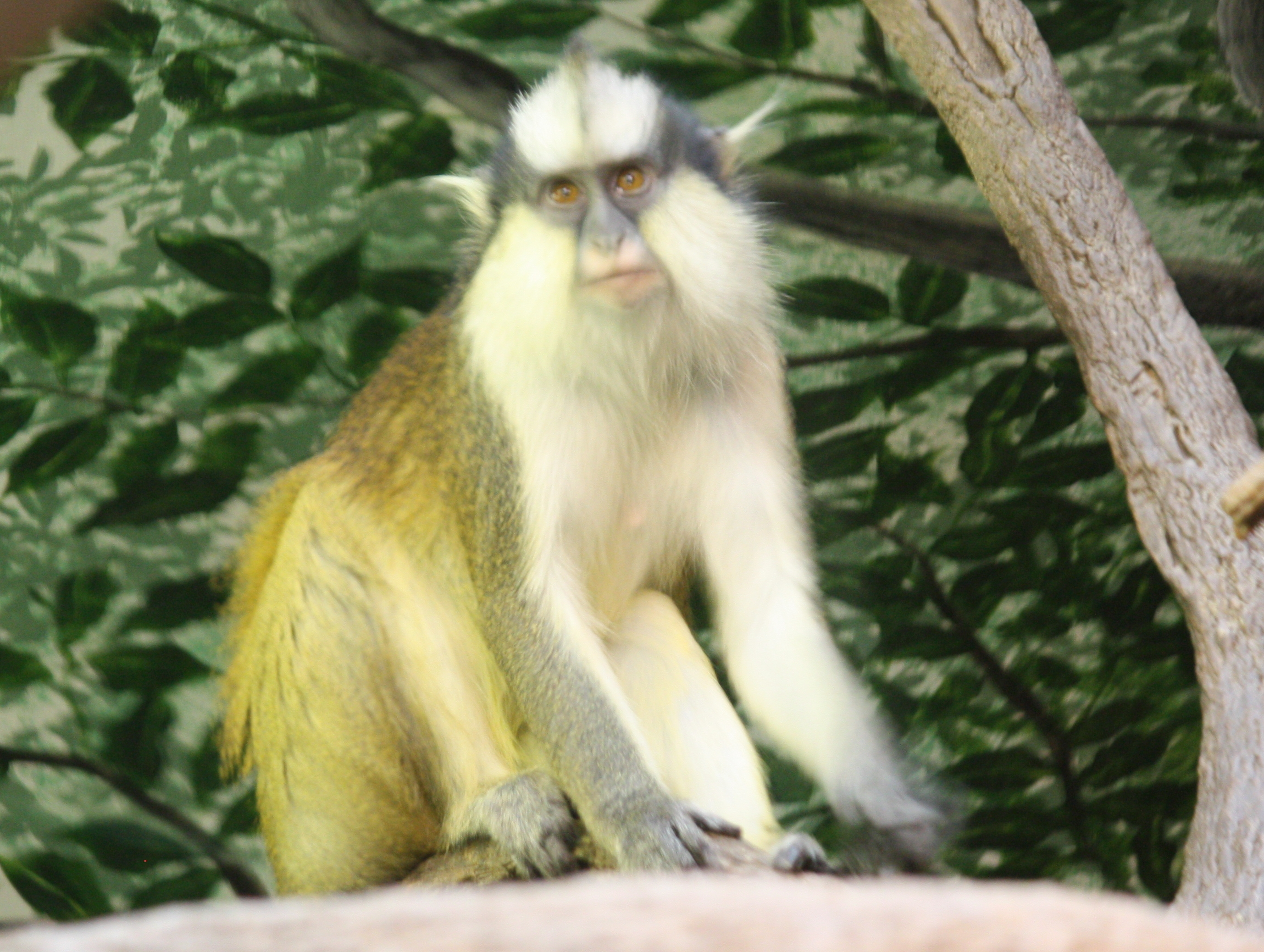
Koronás cerkóf (Cercopithecus pogonias)
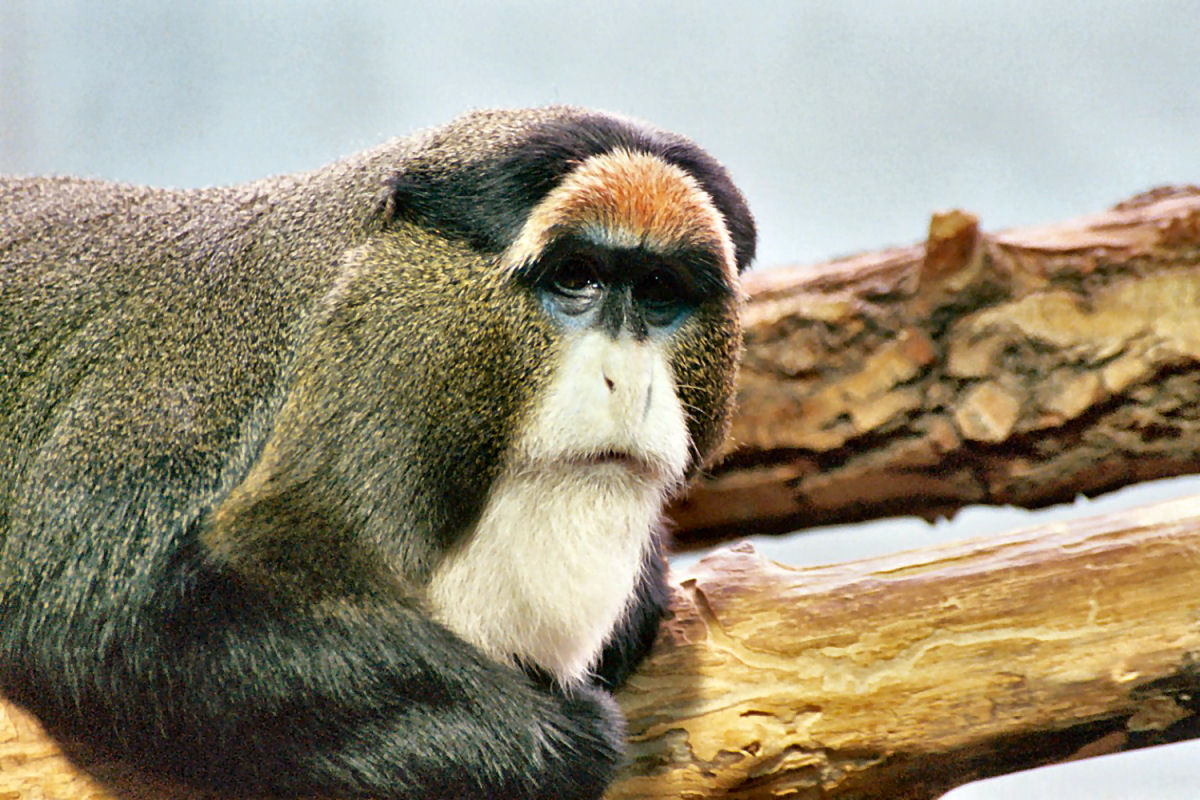
Brazza-cerkóf (Cercopithecus neglectus)
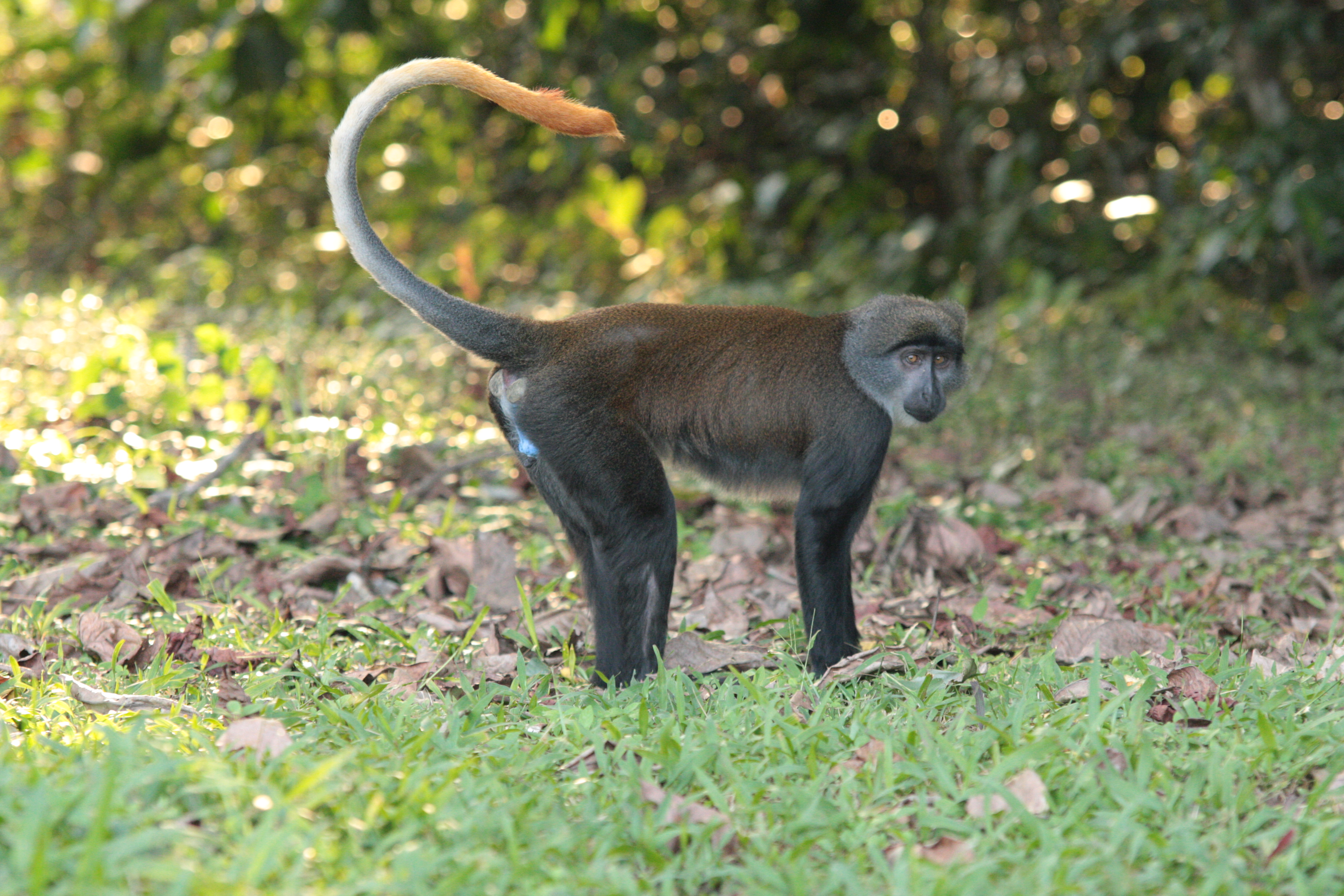
Napfarkú cerkóf (Cercopithecus solatus)

## Fordítás
Ez a szócikk részben vagy egészben  a   Meerkatzen című német Wikipédia-szócikk ezen változatának fordításán alapul.  Az eredeti cikk szerkesztőit annak laptörténete sorolja fel. Ez a jelzés csupán a megfogalmazás eredetét és a szerzői jogokat jelzi, nem szolgál a cikkben szereplő információk forrásmegjelöléseként.